# Katana (Band)
Katana ist eine schwedische Heavy-Metal-Band aus Göteborg. Der Bandname bezeichnet ein japanisches Langschwert (Katana). Die Texte handeln daher vorrangig von Themen aus der japanischen bzw. asiatischen Kultur. Stilistische Vorbilder sind Bands wie Iron Maiden, Judas Priest und Accept.

## Geschichte
Bereits vor der Veröffentlichung ihres ersten Albums konnte die Band sich einen gewissen Bekanntheitsgrad im schwedischen Underground erarbeiten. Ihre erste Single Heart of Tokyo erschien 2006 unter dem Label Blindfoldead Productions.
Im Jahr 2010 gewann die Band die schwedische Ausgabe des Wacken Metal Battle, was ihnen im selben Jahr einen Auftritt auf dem Wacken Open Air  sowie dem Sweden Rock Festival einbrachte. Dadurch wurde das französische Label Listenable Records, welches bis dahin vornehmlich Bands aus dem Extreme Metal-Bereich aufnahm, auf Katana aufmerksam. Unter diesem Label wurde 2011 das erste Studioalbum Heads Will Roll veröffentlichen, welches Platz 42 in den schwedischen Charts erreichte. Anschließend folgte eine Tour mit Chris Holmes’ (ex W.A.S.P.) neuer Band Where Angels Suffer.
Das zweite Album Storms of War erschien 2012 und erreichte Platz 33 in den schwedischen Charts.

## Diskografie

### Alben
- 2011: Heads Will Roll
- 2012: Storms of War
- 2015: The Greatest Victory

### Anderes
- 2005: Night Avengers (Demo)
- 2006: Heart of Tokyo (Single)
- 2008: Rock 'N' Roll Disaster (EP)
- 2011: Heart of Tokyo (Neuveröffentlichung)